# Parafia św. Józefa Opiekuna Zbawiciela w Legnicy
Parafia św. Józefa Opiekuna Zbawiciela w Legnicy – rzymskokatolicka parafia znajdująca się w dekanacie Legnica Zachód diecezji legnickiej. Do 2016 parafia znajdowała się w dekanacie legnickim katedralnym. Jej proboszczem jest ks. Daniel Gołębiowski. Obsługiwana przez księży diecezjalnych. Erygowana 19 marca 1994.

## Zasięg parafii
Ulice: Działkowa, Rolnicza, Pińska, Grodzieńska, Stryjska, Nowogródzka, Krzemieniecka, Tarnopolska, Wileńska, Stanisławowska, Lwowska, Chojnowska nr 148, Drzymały, Mała, ks. Gładysza, Wały Królowej Jadwigi, Nektarowa, Miodowa, Pszczelarska, Bobrowa.